# Videogiochi nel 2015

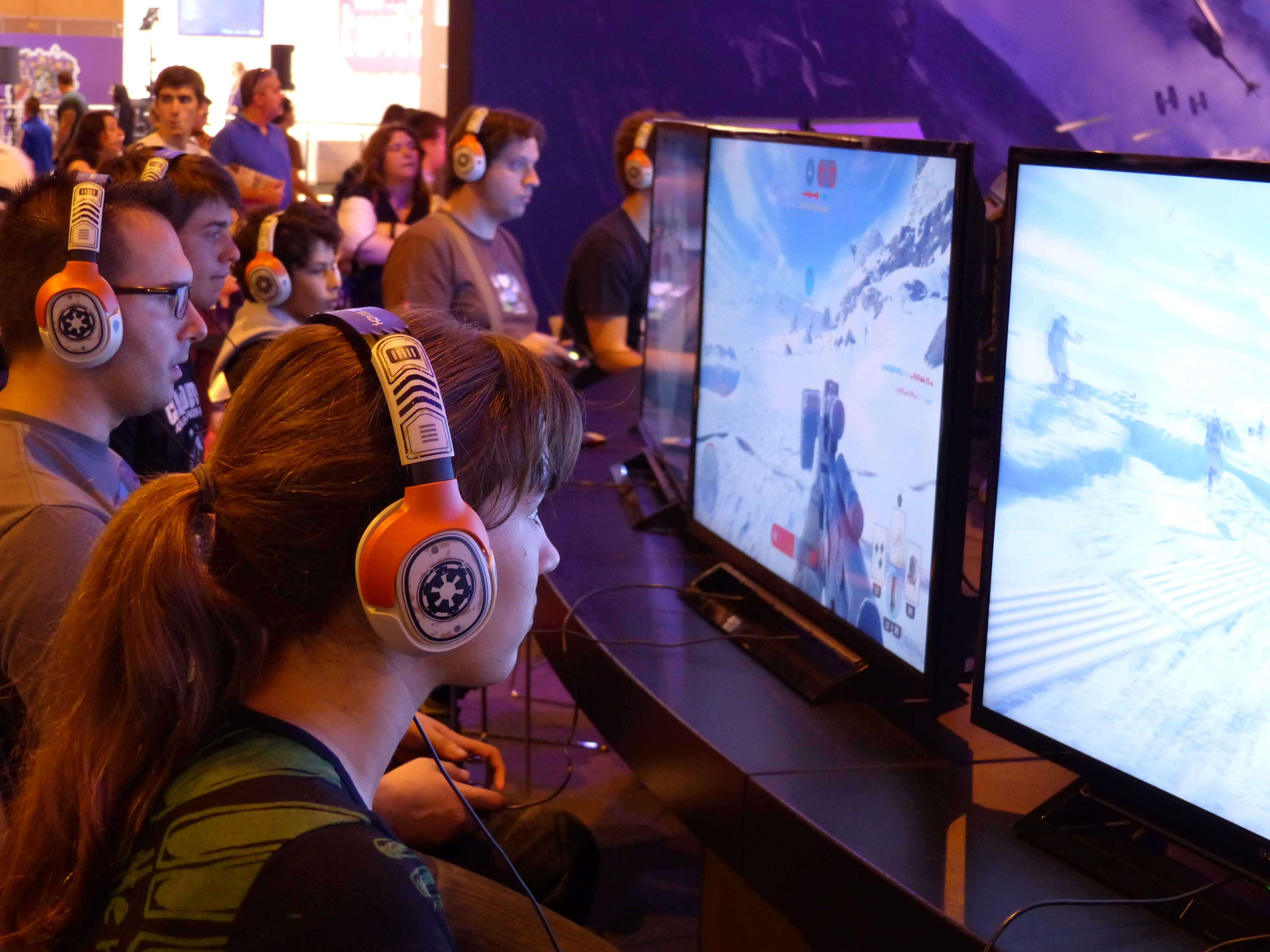
Star Wars: Battlefront alla Madrid Games Week 2015

Eventi rilevanti avvenuti nell'industria dei videogiochi nel 2015. 
Per un elenco delle voci su giochi usciti nell'anno vedi Categoria:Videogiochi del 2015.

## Eventi
- Twitch, acquistata l'anno prima da Amazon, supporta la crescita degli sport elettronici; il Campionato mondiale di League of Legends viene visto da 36 milioni di spettatori, superando perfino la partecipazione di alcuni dei più famosi eventi atletici[1].
- Esce DirectX 12 per il supporto dei giochi su Windows.
- Esce la console Steam Machine.

## Classifiche
- I 10 giochi più venduti secondo le statistiche di VGChartz sono, in ordine decrescente: The Witcher 3: Wild Hunt, Mortal Kombat X, Rocket League, Cities: Skylines, Metal Gear Solid V: The Phantom Pain, Halo 5: Guardians, Splatoon, Monster Hunter 4 Ultimate (del 2014), Life Is Strange, Until Dawn[2].
- I 10 giochi più apprezzati dalla critica secondo le statistiche di Metacritic sono, in ordine decrescente: Grand Theft Auto V (PC), Metal Gear Solid V: The Phantom Pain, The Witcher 3: Wild Hunt, Journey (PS4), Bloodborne, Undertale, Shovel Knight (PS4), Mario Kart 8 DLC Pack 2, Tales from the Borderlands Episode 5, The Witcher 3: Wild Hunt - Hearts of Stone[3].